# Backyard Babies
Pour les articles homonymes, voir Babies.
Backyard Babies est un groupe suédois de hard rock et punk rock, originaire de Nässjö. Formé en 1987, il est composé à l'origine du chanteur Tobbe, du guitariste Dregen, du bassiste Johan Blomqvist et du batteur Peder Carlsson. Après l'enregistrement d'une démo et quelques concerts locaux, en 1989 le groupe remercie Tobbe et le remplace par le chanteur Nicke Borg ; deux autres démos ont suivi, ainsi qu'une tournée nationale, et en 1991 les Backyard Babies lançaient leur première sortie officielle, l'EP Something to Swallow. Signant avec le label Suédois Megarock en 1993, l'année suivante le quartet sortit son premier album studio, Diesel and Power, avant d'être en désaccord avec Dregen qui souhaite travailler avec son autre groupe, les Hellacopters. 
Les Backyard Babies se réunissent en 1997 pour l'album Total 13, et sortent plus tard Making Enemies is Good (2001), Stockholm Syndrome (2003), People Like People Like People Like Us (2006) et Backyard Babies (2008). En 2010, le groupe se lance dans une tournée nommée Them XX après la sortie d'un best of du même nom. Après avoir fait une large pause depuis 2008,[Quand ?] les Backyard Babies se sont à nouveau réunis pour préparer l'album Four By Four qui est sorti en 2015.

## Biographie

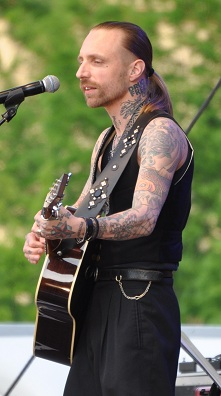
Nicke Borg, chanteur et guitariste des Backyard Babies.

Formé en 1987, Backyard Babies comprend à l'origine le chanteur et bassiste Tobbe (Tobias Fischer), le guitariste Dregen, le guitariste Johan Blomqvist, et le batteur Peder Carlsson. Ils se batiseront Tyrant, joueront quelques concerts locaux, et enregistreront une démo. Tobbe est ensuite remplacé par le chanteur Nicke Borg, et Blomqvist endosse la basse. Fischer deviendra photographe professionnel et web designer à Stockholm, continuant à travailler occasionnellement avec ses compagnons de groupe. 
En 1989, le groupe change de nom pour devenir Backyard Babies et enregistrent deux autres démos avant d'effectuer une tournée nationale. Le groupe auto-produit un EP intitulé Something to Swallow. Ils le signent en 1993 au label suédois Megarock Records. Backyard Babies publie son premier album studio, Diesel and Power en 1994. Leur style musical s'inspire du rock, du punk et du blues. Hormis l'album, le groupe publie aussi le single Electric Suzy accompagné d'une reprise de Taxi Driver de Hanoi Rocks en face B. Après avoir tourné avec les anciens membres de Hanoi Rocks dans Demolition 23, et une brève tournée à la fin 1995, le groupe se met en pause, et le guitariste Dregen forme le groupe de garage rock The Hellacopters. Dregen participera à deux albums des Hellacopters, Supershitty to the Max! (1996) et Payin' the Dues (1997).
The Backyard Babies se réunissent en 1997, avec un nouveau contrat au label MVG Records. Ils enregistrent leur album à succès, Total 13. La presse spécialisée compare positivement l'album aux New York Dolls, Ramones et The Damned. Ils tourneront au Royaume-Uni. Un single extrait de l'album, Bombed (Out of My Mind), est publié accompagné de la face B Rocker en duo avec Michael Monroe des Hanoi Rocks. Leur nouveau single sera ensuite Is It Still Alright to Smile?. La face B du single est une reprise de la chanson Babylon de Faster Pussycat  qui fait participer Ginger des Wildhearts, et Nicke Andersson qui a joué avec Dregen au sein des Hellacopters. En 1998, le groupe revient tourner au Royaume-Uni cette fois aux côtés d'Alice Cooper.
Après avoir collaboré sur la chanson Babylon, Dregen, Ginger, et Nicke Andersson forment le groupe Supershit 666, qui participe à un EP six titres en 1999. Dregen revient au sein des Backyard Babies peu après, retournant encore une fois au Royaume-Uni, mais avec AC/DC. The Babies enregistrent une suite à Total 13, intitulée Making Enemies is Good.
Le 15 octobre 2002, le guitariste des Backyard Babies, Dregen, fera la couverture des journaux suédois. Après son retour d'un club où il était DJ, lui et ses amis sont agressés, dérobés, et assommés. Dregen aura la mâchoire brisée, mais le groupe continuera ses activités ; ils enregistrent Stockholm Syndrome publié en 2003. Il comprend trois singles, Minus Celsius, A Song for the Outcast, et Friends.
Le 7 mai 2014, le groupe est annoncé en tournée d'été. Ils participeront aussi au Sweden Rock Festival les 3 et 6 juin à Sölvesborg. Les Backyard Babies se sont à nouveau réunis pour préparer l'album Four By Four qui est sorti en 2015.

## Membres

### Membres actuels
- Nicke Borg - chant, guitare (depuis 1989)
- Dregen - guitare solo (depuis 1989)
- Johan Blomqvist - basse (depuis 1989), guitare rythmique (1987-1989)
- Peder Carlsson - batterie (depuis 1987)

### Ancien membre
- Tobias Fischer - chant (1987-1989)

## Discographie

### Albums studio
- 1994 : Diesel and Power
- 1998 : Total 13
- 2001 : Making Enemies is Good
- 2003 : Stockholm Syndrome
- 2006 : People Like People Like People Like Us
- 2008 : Backyard Babies
- 2015 : Four By Four
- 2019 : Sliver & Gold

### Albums live
- 1998 : Safety Pin and Leopard Skin
- 2005 : Live Live in Paris

### Compilations
- 2001 : Independent Days
- 2002 : From Demos to Demons 1989-1992
- 2005 : Tinnitus

### Singles et EP
- 1991 : Something to Swallow (12" EP)
- 1994 : Electric Suzy
- 1996 : Supershow (split 7" avec The 69 Eyes)
- 1997 : Knockouts EP
- 1997 : Look at You
- 1997 : Bombed (Out of My Mind)
- 1998 : Is It Still Alright to Smile?
- 1998 : Highlights
- 1999 : Babylon (rare 7" avec Ginger du groupe The Wildhearts)
- 2001 : Brand New Hate (2001)
- 2001 : The Clash (single)
- 2003 : Minus Celsius
- 2004 : A Song for the Outcast (single)
- 2004 : Friends (single)
- 2005 : A Remix for the Outcast (vinyle)
- 2006 : The Mess Age
- 2006 : Dysfunctional Professional
- 2006 : Roads
- 2008 : Fuck Off and Die

## DVD
- 2005 : Jetlag the Movie